# Iglesia de San Giovanni del Toro

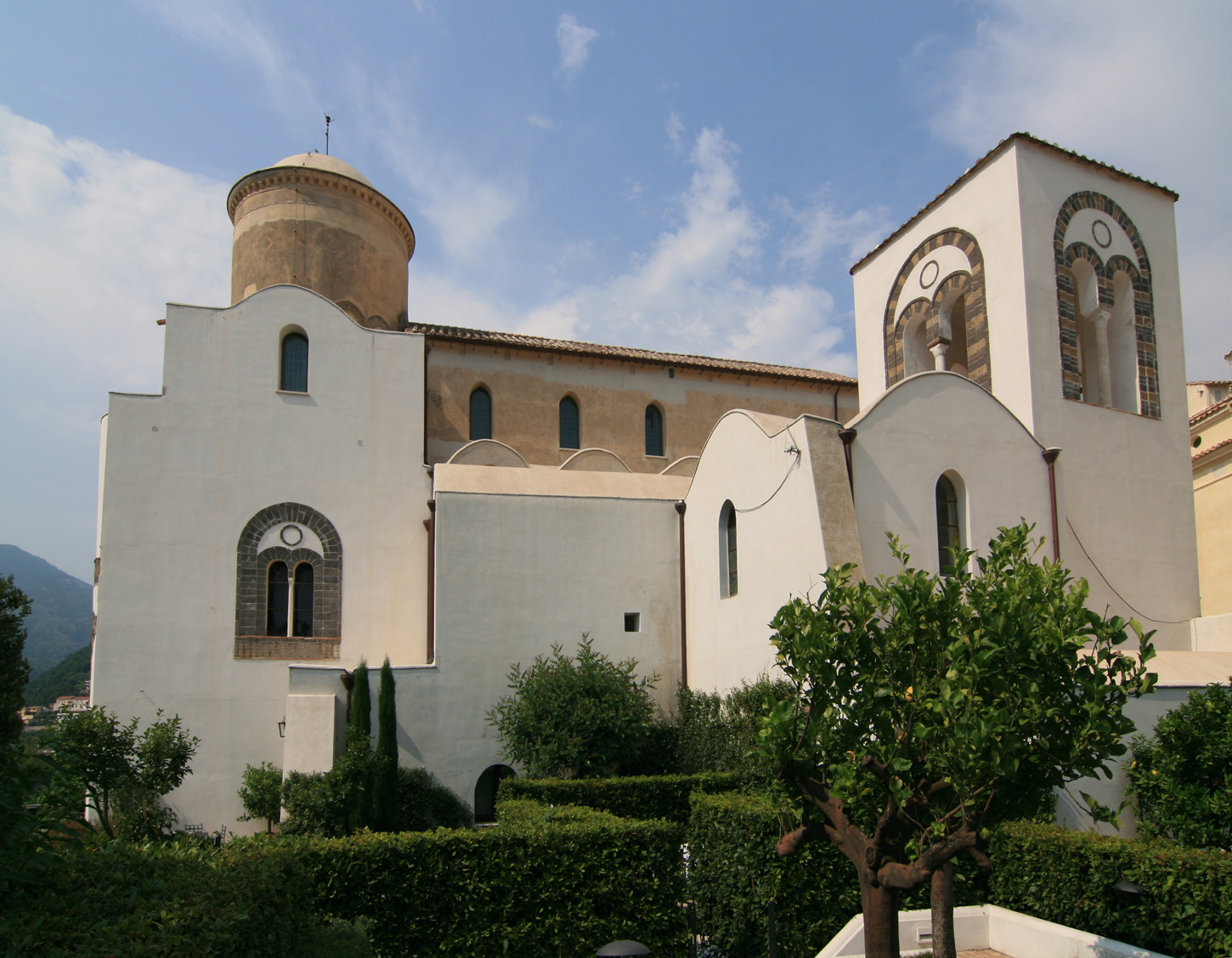
Iglesia de San Giovanni del Toro.

La iglesia de San Giovanni del Toro (en italiano: chiesa di San Giovanni del Toro; traducido como iglesia de San Juan del Toro) es una iglesia ubicada en Ravello, Italia. Consagrada en el siglo XI, la iglesia fue restaurada en 1715 tras los daños provocados por un terremoto, siendo rehabilitada de nuevo en la década de 1990. Recibe su nombre de Juan el Apóstol (Giovanni en italiano) y de "Il Toro", antiguo nombre del viejo barrio aristocrático en el que fue construida. Es especialmente conocida por un púlpito del siglo XI que alberga.
Escritores ingleses de comienzos del siglo XX describen el estado de conservación de la iglesia como malo, afirmando que, de no haber sido por la intervención del gobierno en la década de 1880, se habría reducido a ruinas. Según estos autores, la consagración habría tenido lugar en 1069, y la iglesia habría sido construida por orden de uno de los Duques de Amalfi.

## Púlpito
El púlpito, icono de la iglesia, se caracteriza por sus mosaicos, con motivos decorativos que inspiraron los patrones entrelazados usados por M.C. Escher, quien en la década de 1920 pasó un tiempo en Ravello durante el cual estudió la iglesia y su púlpito. Entre esos mosaicos, se encuentra uno que representa a Jonás emergiendo de la ballena. Un águila soporta el atril, sosteniendo un libro abierto por la primera frase del Evangelio de Juan. El púlpito, que data de la época de Roger I de Sicilia, también contiene alfarería oriental ("cuencos de pasta piedra de aspecto subvítreo con reflejos metálicos, probablemente de origen sirio") y escritura en árabe, así como frescos bien conservados con escenas de la vida de Cristo. En un lateral se encuentra una capilla en la que yace una figura en estuco de Santa Catalina y su rueda.